# Taphozous troughtoni
Taphozous troughtoni es una especie de murciélago de la familia Emballonuridae.

## Distribución geográfica
Es endémica de  Australia.

## Estado de conservación
Se encuentra amenazada de extinción por la pérdida de su hábitat natural.